# Amieva
Amieva è un comune spagnolo  situato nella comunità autonoma delle Asturie.